# Ratchet & Clank Future: A Crack in Time
Ratchet & Clank Future: Crack in Time é um jogo exclusivo para PlayStation 3 lançado em 27 de Outubro nos Estados Unidos e 4 de Novembro na Europa. É o sétimo jogo principal da série Ratchet & Clank e o terceiro jogo da série para o PlayStation 3, dando continuação ao término de Quest for Booty, sendo o último jogo da saga Future. Neste jogo, a Insomniac dedicou-se mais ao jogo em si próprio, dando menos importância a mini-jogos integrados. É o primeiro jogo da série em que se pode voar livremente pelo espaço e a Insomniac afirma responder a muitas perguntas relacionadas com as personagens.

## História
Este jogo baseia-se na busca de Clank por Ratchet. Tudo começa quando o Dr. Nefarious (que aparece pela segunda vez na série) rapta Clank de modo a obter informações que se encontram no seu subconsciente para entrar na Câmara Orvus do Grande Relógio. Mas Clank consegue fugir e fazer uma longa caminhada para encontrar Ratchet e descobrir o que é o Grande Relógio e quem é Orvus.